# Клімонтувек
Клімонтувек (пол. Klimontówek) — село в Польщі, у гміні Сендзішув Єнджейовського повіту Свентокшиського воєводства.
Населення — 104 особи (2011).
У 1975-1998 роках село належало до Келецького воєводства.

## Демографія
Демографічна структура на день 31 березня 2011 року:
|          | Загалом | Допрацездатний вік | Працездатний вік | Постпрацездатний вік |
| -------- | ------- | ------------------ | ---------------- | -------------------- |
| Чоловіки | 50      | 13                 | 29               | 8                    |
| Жінки    | 54      | 13                 | 25               | 16                   |
| Разом    | 104     | 26                 | 54               | 24                   |